# Samuel Wallis
Samuel Wallis (Camelford, 23 april 1728 - Londen, 21 januari 1795) was een Engels navigator die de wereld rondreisde.
Wallis werd geboren nabij Camelford in Cornwall. In 1766 werd hij benoemd tot bevelvoerder van de HMS Dolphin om de wereld rond te varen, vergezeld van de Swallow onder bevel van Philip Carteret. De twee schepen verloren contact kort nadat zij de Straat Magellaan passeerden. Wallis voer naar Tahiti en was daar in juni 1767 de Europese ontdekker van de Genootschapseilanden. Het hoofdeiland noemde hij "King George the Third's Island" ter ere van de Britse koning. Hij vervolgde zijn tocht naar Batavia waar veel van zijn bemanningsleden stierven aan dysenterie. Daarna voer hij via Kaap de Goede Hoop naar Engeland, waar hij in mei 1768 aankwam. Hij voorzag James Cook van bruikbare informatie voor diens vertrek richting de Grote Oceaan; een deel van de bemanning van de Dolphin voer mee met Cook.
In 1780 werd Wallis benoemd tot Inspecteur van de Admiraliteit.
De Wallis en Futuna archipel in Polynesië (nu een Frans overzees gebied) is naar Wallis vernoemd.